# お弁当箱の歌
もしかして
- おべんとうばこのうた
- お弁当ばこのうた 〜あなたへのお手紙〜

のいずれかではありませんか？